# Conus canonigus
Conus canonigus é uma espécie de gastrópode do gênero Conus, pertencente a família Conidae.